# 砕屑物
砕屑物（さいせつぶつ、英: clastics、detritus）とは、岩石が壊れてできた破片や粒子を指す地質学用語。泥や砂や礫がこれにあたるが、砂は粗砂と細砂、泥はシルトと粘土に大別することができる。
砕屑物によって構成されている堆積岩を砕屑岩と呼ぶ。

## 粒径による砕屑物の分類
砕屑粒子は粒径により区分され、その区分に従って砕屑岩などを分類することで定量的に表現される。粒径による分類方法は、等比数級的な境界を人為的に設け、系統化した説明が容易なウェントウォースらに基づく粒度階区分 (Wentworth's grade scale) を基本とし、必要に応じて適切な分類が個別に定義される。
砕屑性堆積岩においては、粒度と性質の差異の相関性が良く、堆積物の生成過程（侵食、運搬、堆積などの環境）との関係では欠かせない分類であり、また科学的性質についても鉱物の残存あるいは粘土鉱物化した関係性が大まかに表現できる。
| 粒径 (mm)     | φ（ファイ） | 粒子の区分   | 砕屑物（砕屑岩）   | 砕屑物（砕屑岩） | 火山砕屑物               | 火山砕屑物 |
| ------------- | ----------- | ------------ | ------------------ | ---------------- | ------------------------ | ---------- |
| 256以上       | -8以下      | 巨礫         | 礫（礫岩）         | 礫（礫岩）       | 火山岩塊                 | 火山岩塊   |
| 64            | -6          | 大礫         | 礫（礫岩）         | 礫（礫岩）       | 火山岩塊                 | 火山岩塊   |
| 4             | -2          | 中礫         | 礫（礫岩）         | 礫（礫岩）       | 火山礫                   | 火山礫     |
| 2             | -1          | 細礫         | 礫（礫岩）         | 礫（礫岩）       | 火山礫                   | 火山礫     |
| 1             | 0           | 極粗粒砂     | 砂（砂岩）         | 砂（砂岩）       | 粗粒火山灰（火山砂）     | 火山灰     |
| 0.5 (1/2)     | 1           | 粗粒砂       | 砂（砂岩）         | 砂（砂岩）       | 粗粒火山灰（火山砂）     | 火山灰     |
| 0.25 (1/4)    | 2           | 中粒砂       | 砂（砂岩）         | 砂（砂岩）       | 粗粒火山灰（火山砂）     | 火山灰     |
| 0.125 (1/8)   | 3           | 細粒砂       | 砂（砂岩）         | 砂（砂岩）       | 粗粒火山灰（火山砂）     | 火山灰     |
| 0.063 (1/16)  | 4           | 極細粒砂     | 砂（砂岩）         | 砂（砂岩）       | 粗粒火山灰（火山砂）     | 火山灰     |
| 0.032 (1/32)  | 5           | 粗粒シルト   | シルト（シルト岩） | 泥（泥岩）       | 細粒火山灰（火山シルト） | 火山灰     |
| 0.016 (1/64)  | 6           | 中粒シルト   | シルト（シルト岩） | 泥（泥岩）       | 細粒火山灰（火山シルト） | 火山灰     |
| 0.008 (1/128) | 7           | 細粒シルト   | シルト（シルト岩） | 泥（泥岩）       | 細粒火山灰（火山シルト） | 火山灰     |
| 0.004 (1/256) | 8           | 極細粒シルト | シルト（シルト岩） | 泥（泥岩）       | 細粒火山灰（火山シルト） | 火山灰     |
| 0.004以下     | 8以上       | 粘土         | 粘土（粘土岩）     | 泥（泥岩）       | 細粒火山灰（火山シルト） | 火山灰     |

この粒径区分では、{\displaystyle \phi } は以下の式で求められる。
{\displaystyle \phi =-\log _{2}{\frac {d}{d_{0}}}}（{\displaystyle d}：粒径 [mm]、{\displaystyle d_{0}}：1 mm）
粒径の明確な境界はなく、優勢な方へ区分し、必要に応じて適切な区分が新たに設定される。特に礫と砂の粒径2 mmとする境は4 mmに設定されることもしばしばある。
他の堆積岩の分類は、火山砕屑岩、生物起源、科学的性質などで分けられる。なお、岩盤分類については、砕屑性堆積岩の対応性は良いが一概には表現されないため、目的別や適用方法によって多種多様な分類が用いられる。

### 国際土壌学会法による粒径区分
国際土壌学会法による粒径区分では、砕屑物は次のように分類される。
- 礫 : 2 mm以上のもの
- 粗砂 : 2 - 0.2 mmのもの
- 細砂 : 0.2 - 0.02 mmのもの
- シルト : 0.02 - 0.002 mmのもの
- 粘土 : 0.002 mm未満のもの

## 火山砕屑物
火山起源の砕屑物（火山灰や軽石など）は火山砕屑物（火砕物）という。
火山砕屑物における粒径の区分では個別に飛散距離の区分が加えられ、具体的にはハザードマップが作成される。ここでも粒径2 mmの境界については、発泡した軽量な粒子は遠くまで飛散することから4 mmと定義することもある。粒度区分については標準的な分類を基本とするが、状況に応じて適切な設定が設けられる。